# Nagia homotona
Nagia homotona är en fjärilsart som beskrevs av George Francis Hampson 1926. Nagia homotona ingår i släktet Nagia och familjen nattflyn. Inga underarter finns listade i Catalogue of Life.